# Laguska skolan
Laguska skolan, även kallad Apollo, var ett svenskspråkigt läroverk och flickskola i Helsingfors 1889–1973. Skolan grundades 1889 som Privata svenska flickskolan i Helsingfors och fick 1945 namnet Laguska skolan. Idag fungerar lågstadiet Minervaskolan i samma skolbyggnad vid Apollogatan 12.

## Historia
Skolan grundades 1889 som Privata svenska flickskolan i Helsingfors som nioklassig. Skolan var den första flickskolan i Finland som direkt från grundadet förberedde till universitetetsstudier. Skolan hade betoning på språkundervisning.
Skolan fungerade vid Annegatan 14 i ett trähus (1889–1892), vid Berggatan 22 i Helsingfors Lyceums byggnad (1892–1923), vid Albertsgatan 34 i egen byggnad (1923–1929) och slutligen i Främre Tölö vid Minervagatan 3, även kallad Apollogatan 12 (1929–1973).
Skolbyggnaden vid Apollogatan 12 är ritat av arkitekt Eva Kuhlefelt-Ekelund.
År 1973 blev skolan samskola och slogs ihop med Läroverket för gossar och flickor och fick namnet Minervaskolan. År 1975 anslogs även Tölö svenska samskola till Minervaskolan.
Sedan 1993 har lågstadiet Minervaskolan fungerat i samma skolbyggnad vid Apollogatan 12.

## Rektorer
- 1890–1892 Berta Hermanson
- 1892–1921 Ernst Lagus
- 1921–1924 Harald Lindberg
- 1924–1928 Augusta Lindfors
- 1928–1941 Ingrid af Schultén
- 1941–1947 Gunnar Bäck
- 1947–1960 Karin Allardt Ekelund
- 1960–1964 Marja Brander
- 1964–1977 Margareta Grigorkoff[3]

## Kända lärare
- Berta Edelfelt, lärare i svenska, Albert Edelfelts syster

## Bilder

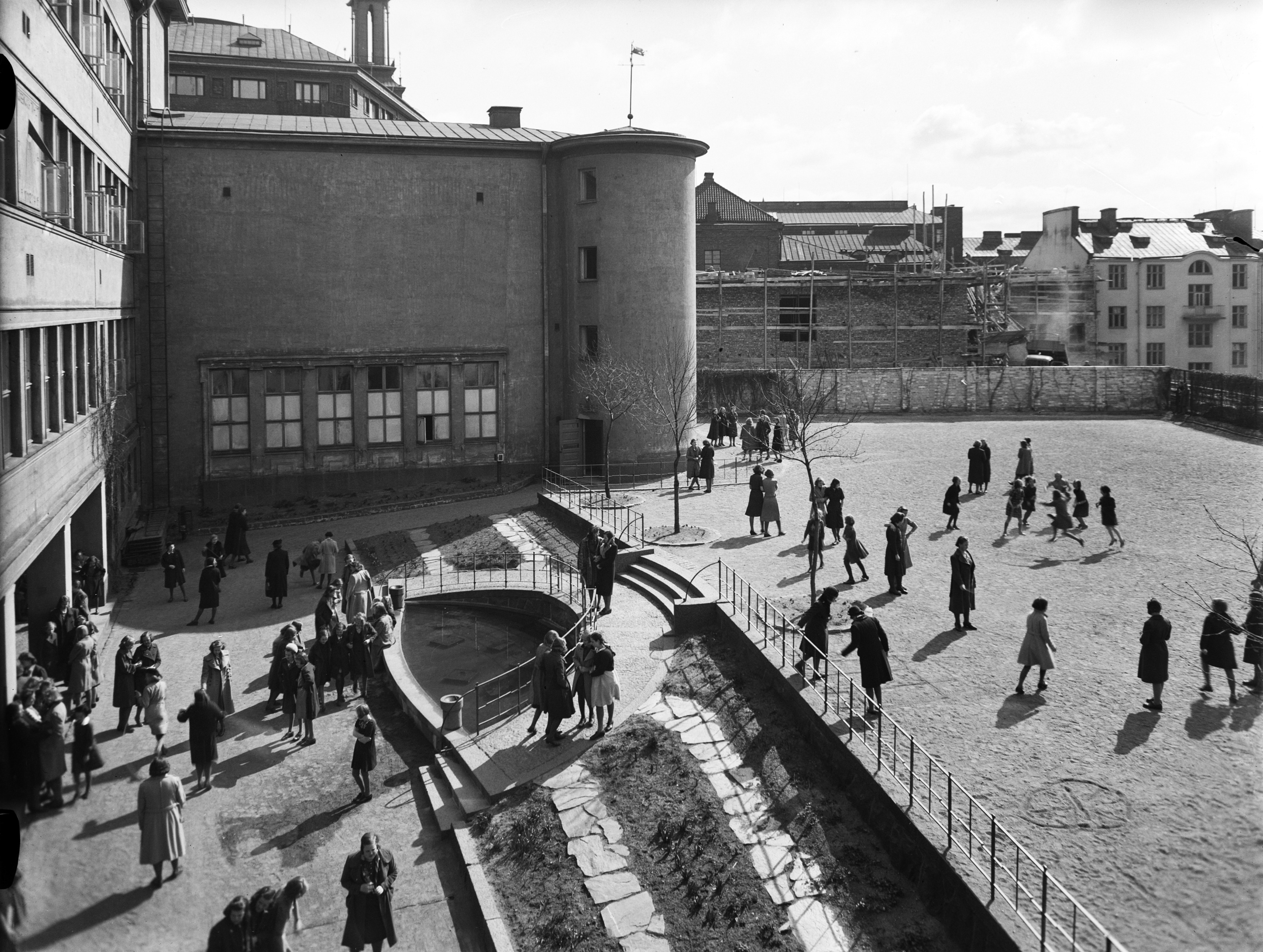
Rast vid Privata svenska flickskolan på 1930-talet.
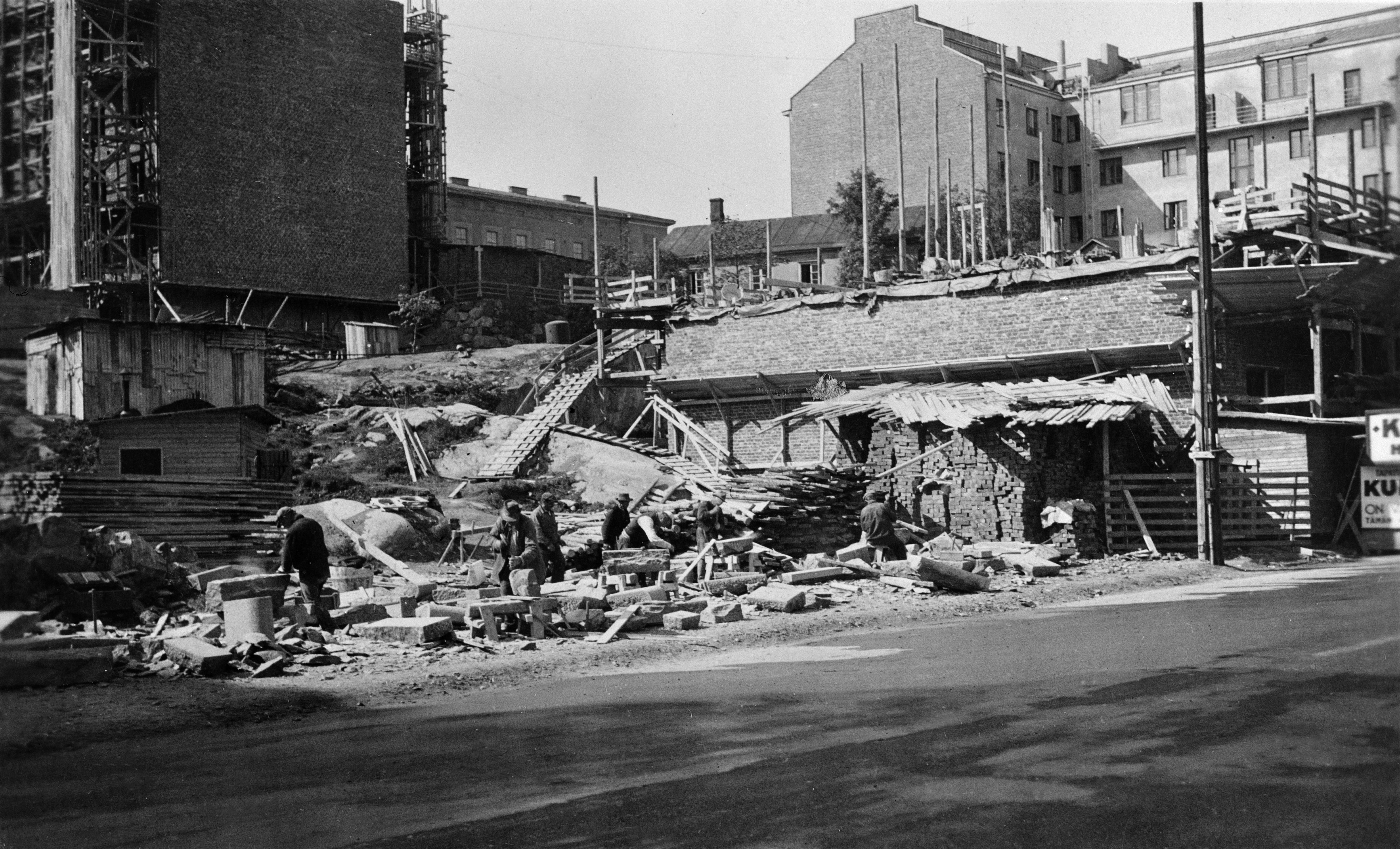
Bygge 1930 på Södra Hesperiagatan 10, skolbyggnaden på Apollogatan 12 syns i mitten.
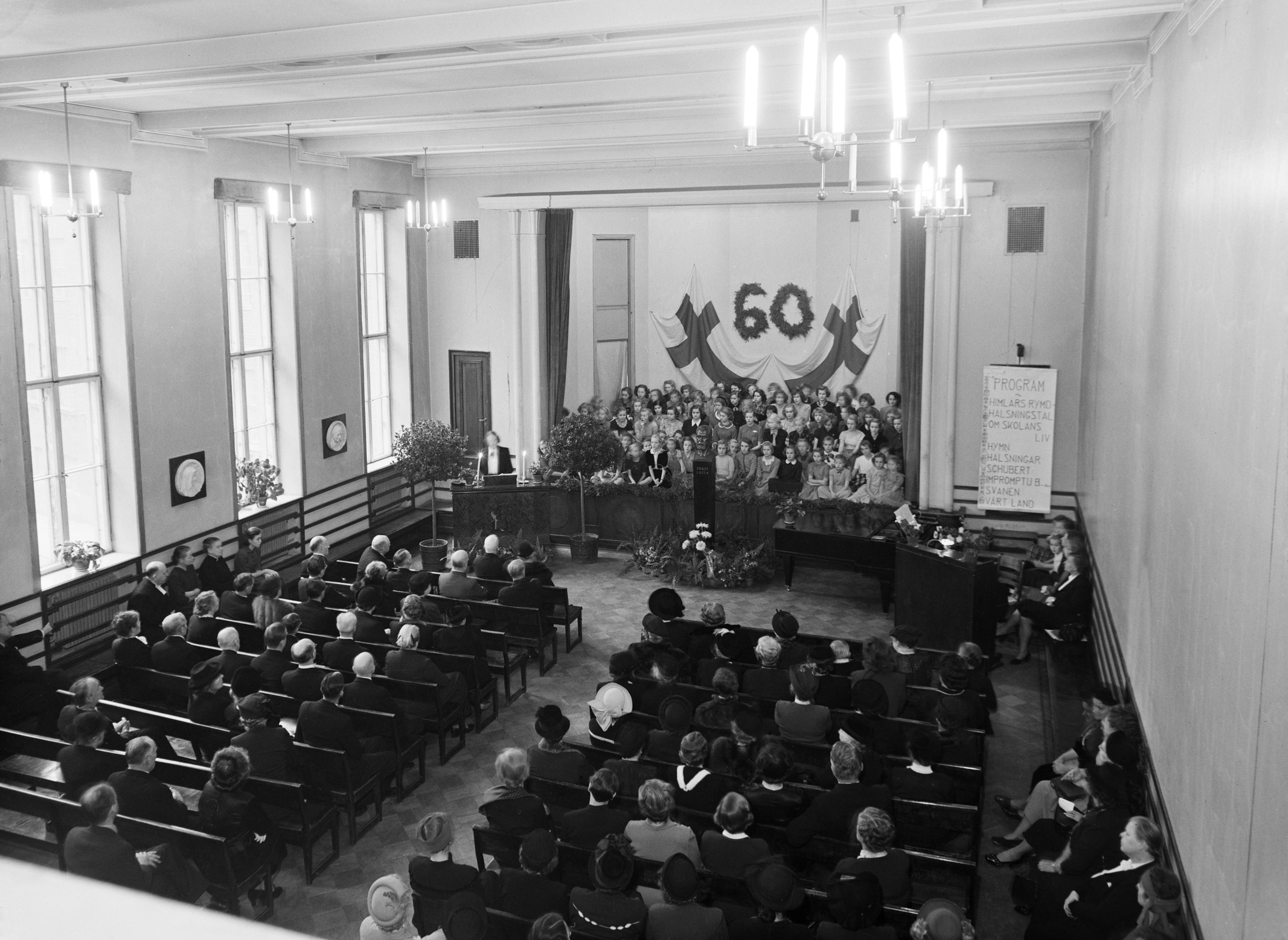
Laguska skolans 60 årsjubileum 1949.
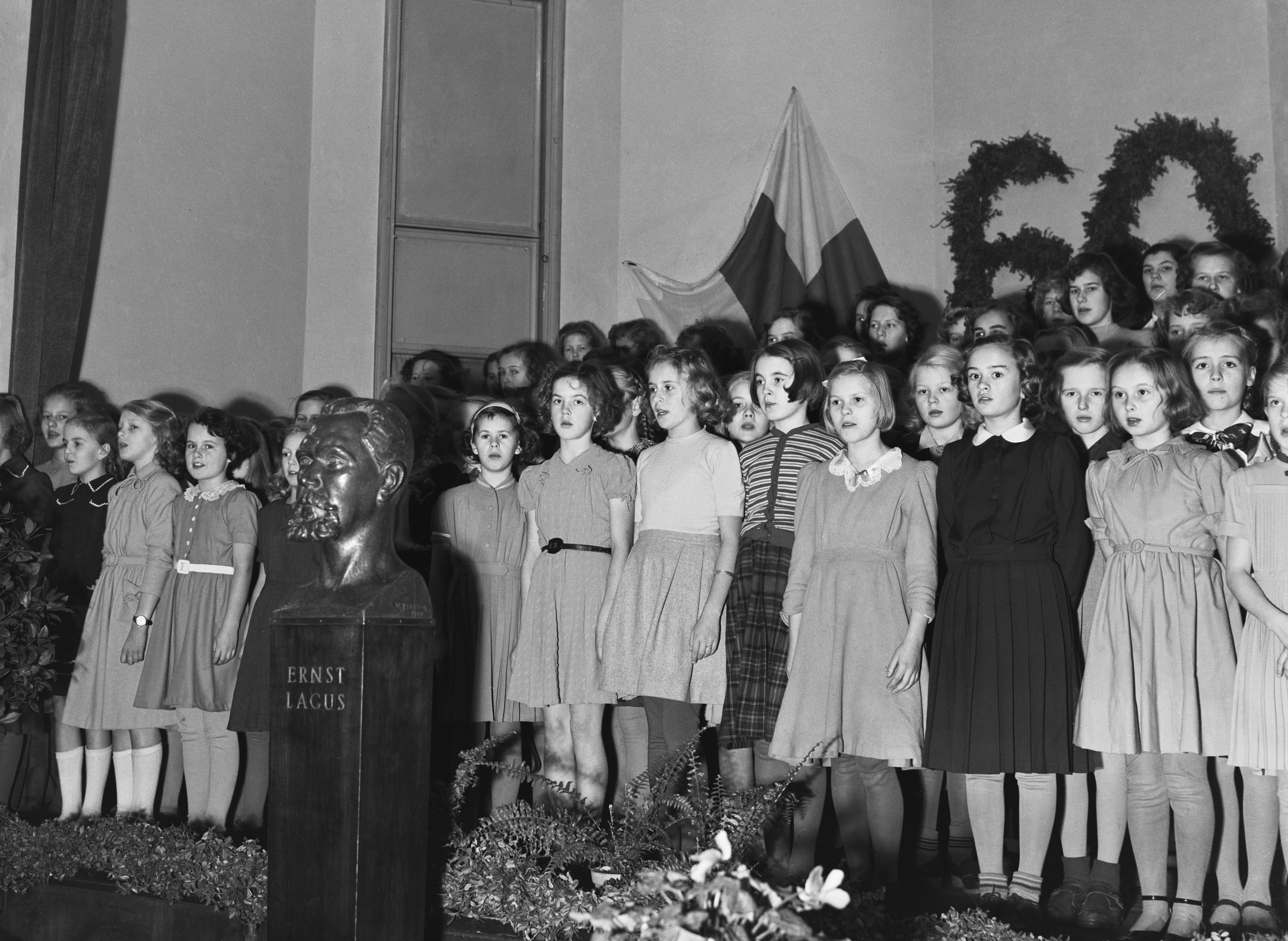
60 årsjubileum, elever uppträder bakom byst av Ernst Lagus.

## Publikationer om skolan
- Lagus, Ernst, Privata Svenska Flicksolan 1889-1899, Privata svenska flickskolan i Helsingfors 1898-1899, Helsingfors 1899.
- Lagus, Ernst, Privata svenska flickskolan i Helsingfors 1889-1914, Några bidrag till skolans historik... afgiven till årsavslutningen den 30 maj 1914, Helsingfors 1914.
- Privata svenska flickskolan 1889-1939, Helsingfors 1939.
- Westzynthius, Erik (red.) Laguska skolan, Tidigare privata svenska flickskolan 1889-1969, Helsingfors 1969.
- Laguska skolan 1889-1973, 110-års jubileumsmatrikel 1999, Helsingfors 1999.